# Музей українських діячів науки та мистецтва
Музей українських діячів науки та мистецтва — київський музей, що під різними іменами проіснував до середини 1930-х років.
Бере початок від меморіальних збірок музею Українського наукового товариства (УНТ) в Києві. 1919 в ньому утворено окремий відділ українських діячів, після приєднання у 1921 УНТ до ВУАН (нині Національна академія наук України) відділ перетворено на окремий академічний Музей діячів України при Історико-філологічному відділі. 28 червня 1926 Спільне зібрання ВУАН перейменувало установу на Музей українських діячів науки та мистецтва, що краще відповідало складу його колекцій.
Спочатку містився на сучасній вул. Десятинній, 9, з листопада 1929 — у Всеукраїнському музейному містечку на території Києво-Печерської лаври (на другому поверсі нинішнього корпусу № 24). 1924—25 збірка музею налічувала 2,5 тис. меморіальних речей, у кінці 1920-х рр. — бл. 15 тис. одиниць зберігання: іконографічний матеріал (малярські портрети, фото, гравюри), архіви, рукописи, друковані твори, періодику, афіші, художні твори, меморіальні речі, матеріали про вшанування діячів за життя і по смерті тощо.
Музей замовляв художникам і скульпторам портрети видатних українців. Над ними працювали Ф.Балавенський, Л.Блох, М.Жук, В.Касіян, М.Шаронов та ін. митці. Наприкінці 1920-х рр. найціннішими були меморіальні колекції родин Алчевських, Грінченків, В.Антоновича, М.Біляшівського, Ф.Вовка, П.Демуцького, В.Доманицького, М.Драгоманова, Г.Квітки-Основ'яненка, О.Кониського, М.Костомарова, М.Коцюбинського, П.Куліша, О.Лазаревського, В.Ляскоронського, М.Лисенка, Г.Нарбута, І.Нечуя-Левицького, Г.Павлуцького, О.Русова, О.Сластіона, М.Сумцова, Т.Шевченка, В.Щавинського, Д.Щербаківського та ін.
1924—1930 директором музею був історик мистецтва і архітектури, шевченкознавець, академік ВУАН, голова Всеукр. археол. к-ту ВУАН Олексій Новицький; 1930—34 — історик, літературознавець, перекладач Євгенія Рудинська (працювала консерватором у музеї з 1926). Вони провели велику роботу з розбудови музею: комплектування, систематизації, вивчення, популяризації й введення до наукового обігу музейних колекцій; листувалися з багатьма діячами, які передали власні колекції музею, готували до видання рукописну спадщину меморованих. Налагодили зв'язки з родинами визначних діячів укр. к-ри, клопоталися про встановлення їм меморіальних дощок, збереження меморіальних споруд і могил у місцях, де вони проживали або були поховані; про надання матеріальної допомоги митцям. Музей побудував постійну експозицію, влаштовував виставки, присвячені М.Лисенку (1926 і 1928), Ганні Барвінок, М.Коцюбинському, І.Нечую-Левицькому, Д.Щербаківському (усі — 1928), «ВУАН на сучасному етапі» (1932); здійснював збиральницькі експедиції; видав перший том музейного «Збірника», каталоги виставок М.Лисенка і М.Коцюбинського тощо. 1927 утворилося Товариство друзів музею. На початку 1930-х рр. у музеї працювали, крім двох штатних, три нештатні постійні співробітники та кілька тимчасових працівників. Серед останніх — художники Ф.Красицький та І.Макушенко.
На початку 1930-х рр. діяльність музею було піддано критиці й запропоновано перебудувати роботу з метою відображення досягнень соціаліст. суспільства. У січні 1934 за розпорядженням адміністративно-фінансового управління ВУАН його експозицію було згорнуто (за винятком відділу М.Лисенка, що увійшов до складу Українського театрального музею; нині Музей театрального, музичного та кіномистецтва України), до спецчастини ВУАН вилучено дорогоцінні речі (33 предмети). Музейне зібрання розподілили між Всеукраїнським історичним музеєм ім. Т.Шевченка (нині Національний музей історії України) та установами Всеукраїнського музейного містечка, частина з них потрапила до відділу рукописів Всенародної бібліотеки України (нині Інститут рукопису Національної бібліотеки України ім. В.Вернадського НАН України).